# Đài tưởng niệm các nạn nhân Chính thống trong Thế chiến II ở Białystok
Đài tưởng niệm các nạn nhân Chính thống trong Thế chiến II ở Białystok là một đài tưởng niệm được một tư nhân tài trợ để tưởng nhớ 5.000 tín đồ Chính thống giáo từ vùng Białystok đã chết trong Thế chiến II cũng như trong thời kỳ đàn áp sau chiến tranh ở Stalinist Ba Lan.

## Lịch sử
Tượng đài đã được khánh thành vào năm 2012 liền kề với Nhà thờ Chính thống của Chúa Thánh Thần ở Białystok, đây là nhà thờ Chính thống lớn nhất ở Ba Lan. Tượng đài được đặt trong bức tường bao quanh nhà thờ, và có một tấm bia tưởng niệm được viết bằng hai thứ tiếng, như sau: "Gửi các nạn nhân chính thống của Thế chiến II, các vị tử đạo vì đức tin và quốc tịch trong những năm 1939-1956. Các vị thánh của Podlachia. " ("Prawosławnym ofiarom II wojny wiatowej, męczennikom za wiarę i narodowość w latach 1939-1956. Świętym Ziemi Podlaskiej"). Có một tảng đá được xây dựng trong đài tưởng niệm, liệt kê tên các ngôi làng được bình định vào năm 1946 trong cuộc nổi dậy chống đối - không có địa điểm nào khác về tội ác tàn bạo trong thời chiến hoặc các loại nạn nhân được đề cập. Đài tưởng niệm được xây dựng với sự đóng góp tư nhân của giáo dân, với chi phí 70.000 złoty Ba Lan. Các tảng đá trung tâm liệt kê chủ yếu các làng được bình định bởi những người lính bị nguyền rủa từ PAS NZW; nơi sinh sống của các tín đồ Kitô giáo và người ngoài Kitô giáo của dân tộc Belarus bao gồm: Końcowizna, Popówka, Potoka, Sypnie, Szpaki, Wolka Wygonowska, Zaleszany, và Zanie  và làng Rajsk bị phá hủy bởi người cư ngụ của Đức Quốc xã (SS và Ordnungspolizei) .